# Hombre sobre delfín
La escultura urbana conocida por el nombre Hombre sobre delfín, ubicada en la plaza de los Ferroviarios de Oviedo, sobre La Losa de Renfe, en la ciudad de Oviedo, Principado de Asturias, España, es una de las más de un centenar que adornan las calles de la mencionada ciudad española.
El paisaje urbano de esta ciudad se ve adornado por obras escultóricas, generalmente monumentos conmemorativos dedicados a personajes de especial relevancia en un primer momento, y más puramente artísticas desde finales del siglo XX.
La escultura, hecha en bronce, es obra de Salvador Dalí, y está datada su inauguración en 1999. Esta escultura está firmada y numerada por el artista gerundense, y es la tercera de una serie de nueve, el original está datado en 1974, momento en la carrera de Dalí, en el cual el autor busca nuevas técnicas expresivas para su imaginación. En 1982 se fundió en bronce con pátina que le da un tono verde. Con esta escultura, Dalí trata de describir su visión onírica del Mediterráneo y la mitología clásica.